# Coenonympha leander
Coenonympha leander är en fjärilsart som beskrevs av Eugen Johann Christoph Esper 1784. Coenonympha leander ingår i släktet Coenonympha och familjen praktfjärilar. Inga underarter finns listade i Catalogue of Life.